# Рыбное (озеро, Архангельский сельский округ)
Рыбное (каз. Рыбное) — озеро в Кызылжарском районе Северо-Казахстанской области Казахстана. Находится в 18 км к юго-западу от села Архангельское.
По данным топографической съёмки 1940-х годов, площадь поверхности озера составляет 2,41 км². Наибольшая длина озера — 2,1 км, наибольшая ширина — 1,5 км. Длина береговой линии составляет 6 км, развитие береговой линии — 1,08. Озеро расположено на высоте 128,9 м над уровнем моря.